# Something's Changing (álbum)
Something's Changing é o terceiro álbum de estúdio da musicista inglesa Lucy Rose teve seu lançamento realizado em julho de 2017 pela Communion Records.
Em termos de recepção da crítica, o álbum recebe a nota agregada de 68/100 no Metacritic.

## Lista de músicas
| N.º            | Título                  | Duração |  |
| 1.             | "Intro"                 | 1:44    |  |
| 2.             | "Is This Called Home"   | 3:52    |  |
| 3.             | "Strangest of Ways"     | 3:26    |  |
| 4.             | "Floral Dresses"        | 2:34    |  |
| 5.             | "Second Chance"         | 3:24    |  |
| 6.             | "Love Song"             | 3:59    |  |
| 7.             | "Soak It Up"            | 3:43    |  |
| 8.             | "Moirai"                | 3:42    |  |
| 9.             | "No Good at All"        | 3:44    |  |
| 10.            | "Find Myself"           | 4:02    |  |
| 11.            | "I Can't Change It All" | 3:53    |  |
| Duração total: | Duração total:          | 38:01   |  |